# Norrköpings stadsmuseum
Norrköpings Stadsmuseum (pol. Muzeum Miejskie w Norrköping) – muzeum poświęcone historii przemysłu tekstylnego, otwarte w roku 1981 w mieście Norrköping. 

## Historia
Pierwsza inicjatywa założenia muzeum w Norrköping została podjęta w 1862 roku przez przewodniczącego sądu rejonowego Fredrika Funcka. Założycielem pierwszego muzeum publicznego w Norrköping był Otto Nilsson. Muzeum otwarto w 1871, a prowadziło je stowarzyszenie robotnicze Norrköpings Arbetarförening. 
Pierwsza działalność o charakterze muzealnym w Norrköping rozpoczęła się w roku 1912, kiedy przemysłowiec Carl Swartz przekazał na ten cel swoją willę przy Södra promenaden. Działalność muzealna w Villa Swartz koncentrowała się na gromadzeniu zbiorów z dziedziny sztuk plastycznych i wystawach dzieł sztuki. W 1930 roku powstało stowarzyszenie Föreningen Gamla Norrköping, które postawiło sobie za cel stworzenie muzeum dla przechowywania wspólnych zbiorów dentysty Helgi Hagberg i przemysłowca Pehra Swartza. Miasto przekazało na ten cel stary szpital porodowy w dzielnicy Strömbacken.
Jesienią 1946 przy Kristinaplatsen zostało otwarte Norrköpings Museum. Przeniesiono do niego zbiory Föreningen Gamla Norrköping. Ponieważ zbiory te były obszerne, wyeksponowano tylko część z nich (jako stałą miejską wystawę historyczną), a resztę złożono w magazynie teatru miejskiego, który w zamian za to mógł używać ich jako rekwizytów. Pod koniec lat 50. uległa rozszerzeniu działalność muzeum poświęcona sztuce. Zbiory sekcji historycznej zostały wyniesione z muzeum i złożone w magazynie fabrycznym w dzielnicy Saltängen. W 1967 roku budynek strawił wielki pożar, a wiele z historycznych zbiorów miejskich zostało zniszczonych. Po pożarze sekcję historyczną przeniesiono do budynku przy Västgötegatan 21, gdzie na jej potrzeby biurowe i wystawiennicze przydzielono kilka pomieszczeń. Zbiory zmagazynowano w sąsiednim budynku przy Västgötegatan 19. Budynki te miały stać się częścią przyszłego kompleksu muzealnego Norrköpings Stadsmuseum.
Gdy w mieście upadł przemysł tekstylny, część jego byłych pracowników postanowiła przywrócić do życia niektóre nieczynne maszyny. Grupa pracowała nad tym projektem w latach 1971–1981. Gdy w roku 1981 otwarto muzeum miejskie, maszyny te stały się jego główną atrakcją. W latach 80. zatrudniono technika tekstylnego Larsa Anderssona, który tkał na tych maszynach, prezentował je zwiedzającym, konserwował, a nawet zakupił kilka cennych historycznie modeli. Zwiedzający mogą urządzenia te podziwiać również i obecnie.

## Zbiory
Zadaniem muzeum jest zarządzanie i konserwacja historycznych zbiorów, na które składają się setki tysięcy wszelkiego rodzaju przedmiotów, obiektów, maszyn, fotografii, filmów, zdjęć archiwalnych i nagrań dźwiękowych stanowiących ważną część historycznego dziedzictwa Norrköping. Część zbiorów jest eksponowana na wystawach, a reszta (zdecydowana większość) znajduje się w muzealnym archiwum, gdzie została odpowiednio zabezpieczona. W skład muzealnych zbiorów wchodzi przypuszczalnie część kolekcji Fredrika Funcka, inicjatora założenia pierwszego w Norrköping muzeum miejskiego.
W muzealnej kolekcji znajduje się prawie 40 000 pojedynczych eksponatów. Są to wszelkiego rodzaju przedmioty ilustrujące historię miasta Norrköping, a zwłaszcza historię przemysłu i rzemiosła w XIX i XX w. W kolekcji znajdują się wszelkiego rodzaju narzędzia rzemieślnicze, maszyny tkackie i przędzarki, szyldy reklamowe, tkaniny drukowane i płócienne prześcieradła. 
Wśród stałych ekspozycji wyróżnia się uliczka handlowa, na której znalazło się kilka zakładów rzemieślniczych, m.in. sklep modystki, cukiernia, zakład kominiarski i zakład stelmacha.